# IMOCA 60
L'IMOCA 60 (precedentemente noto come Open 60, ove IMOCA è l'acronimo di International Monohull Open Class Association) è una barca a vela da regata, la cui classe è riconosciuta dalla International Sailing Federation.

## Descrizione
Lungo 60 piedi, pari a 18,28 metri, è la più lunga delle imbarcazioni della categoria Yacht. Nella traduzione in lingua italiana dell'acronimo inglese che la identifica, International Monohull Open Classes Association, è già compresa la descrizione della classe, è infatti un monoscafo (monohull), senza limiti di progetto (open class) purché rispetti certi vincoli. I vincoli riguardano la lunghezza delle barche e alcuni requisiti di sicurezza ad esempio relativi alla stabilità.